# Grand-duché du Bas-Rhin
Ne doit pas être confondu avec Bas-Rhin.
Pour les articles homonymes, voir Rhin (homonymie).

Le grand-duché du Bas-Rhin est indiqué en rouge, le royaume de Prusse en bleu.

Le grand-duché du Bas-Rhin (en allemand : Großherzogtum Niederrhein), ou province du Bas-Rhin (Provinz Niederrhein), fut de 1815 à 1822 une province du royaume de Prusse dont le chef-lieu était Coblence.
Il fut créé en 1815 à la suite de la chute du Premier Empire qui avait annexé puis transformé ces territoires en départements français lors des guerres napoléoniennes.

## Histoire
Après la chute du Premier Empire au début de 1814, les territoires situés sur la rive gauche du Rhin furent répartis entre le gouvernement général du Rhin moyen et le gouvernement général du Bas-Rhin dont les territoires débordaient sur les anciens Pays-Bas autrichiens. 
Le 15 juin 1814, le Palatinat rhénan en fut détaché pour être donné à la Bavière, et les deux gouvernements fusionnèrent pour donner naissance au gouvernement prussien du Bas-Rhin et Rhin moyen, qui fut transformé le 15 avril 1815 en grand-duché du Bas-Rhin, nouvelle province prussienne.
Le royaume de Prusse en prit possession par la patente du 5 avril 1815 (en allemand : Patent wegen Besitznahme des Großherzogtums Nieder-Rhein, vom 5. April 1815) qui en délimita le territoire.

## Origines et délimitation
Le territoire du grand-duché du Bas-Rhin trouve sa délimitation dans les anciens départements français suivants :
- L'ensemble de l'ancien département de Rhin-et-Moselle, comprenant les cantons de Bonn, Rheinbach, Ahrweiler (aujourd'hui, partie de Bad Neuenahr-Ahrweiler), Remagen, Wehr, Adenau, Ulmen, Virneburg, Mayen, Andernach, Rübenach, Coblence (Coblenz), Polch, Münster (aujourd'hui, Münstermaifeld), Esch Libre (aujourd'hui, Kaisersesch), Cochem, Lutzerath, Zell, Treis (aujourd'hui, partie de Treis-Karden), Boppard, Saint-Goar (Sankt Goar), Castellaun (aujourd'hui, Kastellaun), Simmern, Bacharach (anciennement, Braubach), Stromberg, Kreutznach, Sobernheim (aujourd'hui, Bad Sobernheim), Kirn, Kirchberg et Trarbach (aujourd'hui, partie de Traben-Trarbach) ;
- Dans l'ancien département de la Sarre, les cantons de Reifferscheid, Blankenheim, Lissendorf, Schönberg, Prüm, Kyllburg, Gerolstein, Daun, Manderscheid, Wittlich, Schweich, Pfalzel (aujourd'hui, partie de Trèves), Trèves (Trier), Conz (aujourd'hui, Konz), Hermeskeil, Büdlich, Bernkastel (aujourd'hui, partie de Bernkastel-Kues, anciennement Bernkastel-Cues), Rhaunen, Herrstein et Meisenheim ainsi que les parties des cantons de Grumbach, Baumholder et Birkenfeld situées au nord d'une ligne allant de Medart über Merzweiler, Langweiler, Nieder- et Ober-Feckenbach, Ellenbach, Breunchenborn, Ausweiler, Kronweiler, Nieder-Brambach, Burbach, Böschweiler, Heubweiler, Hambach et Rinzenberg aux limites du canton de Hermeskeil ;
- Dans l'ancien département des Forêts, les cantons de Dudeldorf, Bitburg, Neuerburg et Arzfeld ainsi qu'une partie des cantons de Grevenmacher, Echternach, Vianden et Clervaux (Clerf, puis Klierf) ;
- Dans l'ancien département de l'Ourthe, les cantons de Saint-Vith (Sankt Vith), Malmedy, Cronenburg (aujourd'hui, Kronenburg), Schleiden et Eupen ainsi qu'une partie du canton d'Aubel ;
- Dans l'ancien département de la Meuse-Inférieure, la partie orientale du canton de Rolduc ou Herzogenrath ;
- Dans l'ancien département de la Roër, les cantons d'Aix-la-Chapelle (Aachen), Burtscheid, Eschweiler, Montjoie, Düren, Froitzheim (aujourd'hui, partie de Vettweiß), Gemünd (aujourd'hui, partie de Schleiden), Zülpich, Linnich, Brühl, Cologne (Köln), Weiden (aujourd'hui, partie de Cologne), Kerpen, Juliers, Lechenich (aujourd'hui, partie d'Erftstadt), Geilenkirchen, Heinsberg, Erkelenz et Bergheim, ainsi que la partie du canton de Sittard à l'ouest d'une ligne allant de Hillensberg, Wehr, Millen, Havert (aujourd'hui, parties de Selfkant) à Waldfeucht ;
- Dans l'ancien Grand-duché de Berg, les cantons de Mühlheim (aujourd'hui, partie de Cologne), Bensberg, Lindlar, Siegburg, Hennef, Königswinter, Eitorf, Waldbröl, Wildenburg (de), Homburg et Gummersbach.

Un règlement du 30 avril 1815 (en allemand : Verordnung wegen verbesserter Einrichtung der Provinzial-Behörden, vom 30. April 1815) fit du Grand-Duché du Bas-Rhin une province homonyme (en allemand : Provinz Großherzogthum Niederrhein) divisée en deux districts :
- Le district du duché de Juliers, dit de Cologne (en allemand : Regierung des Herzogthums Jülich zu Köln, puis Regierungsbezirk Köln) ;
- Le district du pays de la Moselle, dit de Coblence (en allemand : Regierung des Mosellandes zu Koblenz, puis Regierungsbezirk Koblenz).

Ce règlement délimita leur territoire respectif.
Le district de Cologne comprit, sur la rive gauche du Rhin :
- La partie prussienne de l'ancien département de la Roër ;
- Les cantons de Rheinbach et Bonn, de l'ancien département de Rhin-et-Moselle ;
- Le canton de Reiferscheid, de la partie prussienne de l'ancien département de la Sarre ;
- De la partie prussienne de l'ancien département de l'Ourthe, les cantons de Schleiden et Eupen ainsi que la partie prussienne du canton d'Aubel ;
- Le caton de Herzogenrath, partie prussienne de l'ancien département de la Meuse-Inférieure.

Le district de Coblence comprit, quant à la lui, sur la rive gauche du Rhin :
- Les cantons de Kronenburg, Malmedy et Saint-Vith, de l'ancien département de l'Ourthe ;
- La partie prussienne de l'ancien département des Forêts ;
- La partie prussienne de l'ancien département de la Sarre, à l'exception du canton de Reiferscheid, incorporé au district de Cologne ;
- L'ensemble de l'ancien département de Rhin-et-Moselle, à l'exception des cantons de Rheinbach et Bonn, incorporés au district de Cologne ;
- Tout ce que la Prusse reçu, sur la rive gauche de la Moselle, avec les possessions des comtes de Pappenheim.

## Évolution territoriale
Le territoire du futur district d'Aix-la-Chapelle, établi en 1816, fut ajouté au Bas-Rhin suivant le traité de Paris de novembre 1815.  
Le 22 juin 1822, cette province fut fusionnée avec la province adjacente de Juliers-Clèves-Berg pour former la province de Rhénanie.